# Транспорт Індонезії
Транспорт Індонезії представлений автомобільним , залізничним , повітряним , водним (морським, річковим і озерним)  і трубопровідним , у населених пунктах  та у міжміському сполученні діє громадський транспорт пасажирських перевезень. Площа країни дорівнює 1 904 569 км² (15-те місце у світі). Форма території країни — архіпелажна країна широтного простягання; максимальна дистанція з півночі на південь — 1930 км, зі сходу на захід — 5150 км. Географічне положення Індонезії дозволяє країні контролювати морські і повітряні транспортні шляхи в Південно-Східній Азії, між Східною Азією, Австралією та Південною Азією.

## Автомобільний
Загальна довжина автошляхів у Індонезії, станом на 2011 рік, дорівнює 496 607 км, з яких 283 102 км із твердим покриттям і 213 505 км без нього (14-те місце у світі).

## Залізничний
Загальна довжина залізничних колій країни, станом на 2014 рік, становила 8 159 км (26-те місце у світі), з яких 8 159 км вузької 1067-мм колії (565 км електрифіковано). Лише 4 816 км експлуатується.

## Повітряний
У країні, станом на 2013 рік, діє 673 аеропорти (10-те місце у світі), з них 186 із твердим покриттям злітно-посадкових смуг і 487 із ґрунтовим. Аеропорти країни за довжиною злітно-посадкових смуг розподіляються так (у дужках окремо кількість без твердого покриття):
- довші за 10 тис. футів (>3047 м) — 5 (0);
- від 10 тис. до 8 тис. футів (3047-2438 м) — 21 (0);
- від 8 тис. до 5 тис. футів (2437—1524 м) — 51 (4);
- від 5 тис. до 3 тис. футів (1523—914 м) — 72 (23);
- коротші за 3 тис. футів (<914 м) — 37 (460)[1].

У країні, станом на 2015 рік, зареєстровано 29 авіапідприємств, які оперують 550 повітряними суднами. За 2015 рік загальний пасажирообіг на внутрішніх і міжнародних рейсах становив 88,68 млн осіб. За 2015 рік повітряним транспортом було перевезено 747,47 млн тонно-кілометрів вантажів (без врахування багажу пасажирів).
У країні, станом на 2013 рік, споруджено і діє 76 гелікоптерних майданчиків.
Індонезія є членом Міжнародної організації цивільної авіації (ICAO). Згідно зі статтею 20 Чиказької конвенції про міжнародну цивільну авіацію 1944 року, Міжнародна організація цивільної авіації для повітряних суден країни, станом на 2016 рік, закріпила реєстраційний префікс — PK, заснований на радіопозивних, виділених Міжнародним союзом електрозв'язку (ITU). Аеропорти Індонезії мають літерний код ІКАО, що починається з — WR, WA, WI, WQ.

## Водний

### Морський
Головні морські порти країни: Банджармасін, Белаван, Котабару, Круег-Геку, Палембанг, Панджанг, Сангай-Панкнінг, Танджунг-Перак, Танджунг-Пріок. Річний вантажообіг контейнерних терміналів (дані за 2011 рік): Танджунг-Пріок — 5,63 млн контейнерів (TEU). СПГ-термінали для експорту скрапленого природного газу діють в портах: Бонтенг, Танггу; для імпорту: Арун, Лампунг, Західна Ява.
Морський торговий флот країни, станом на 2010 рік, складався з 1340 морських суден з тоннажем понад 1 тис. реєстрових тонн (GRT) кожне (8-ме місце у світі), з яких: балкерів — 105, суховантажів — 618, танкерів для хімічної продукції — 69, контейнеровозів — 120, газовозів — 28, пасажирських суден — 49, вантажно-пасажирських суден — 77, нафтових танкерів — 244, рефрижераторів — 6, ролкерів — 12, спеціалізованих танкерів — 1, автовозів — 11.
Станом на 2010 рік, кількість морських торгових суден, що ходять під прапором країни, але є власністю інших держав — 69 (Китайської Народної Республіки — 1, Франції — 1, Греції — 1, Японії — 8, Йорданії — 1, Малайзії — 1, Норвегії — 3, Сінгапуру — 46, Південної Кореї — 2, Тайваню — 1, Великої Британії — 2, Сполучених Штатів Америки — 2); зареєстровані під прапорами інших країн — 95 (Багамських Островів — 2, Камбоджі — 2, Китайської Народної Республіки — 2, Гонконгу — 10, Ліберії — 4, Маршаллових Островів — 1, Монголії — 2, Панами — 10, Сінгапуру — 60, Тувалу — 1, невстановленої приналежності — 1).

### Річковий
Загальна довжина судноплавних ділянок річок і водних шляхів, доступних для суден з дедвейтом більше за 500 тонн, 2011 року становила 21 579 км (7-ме місце у світі).

## Трубопровідний
Загальна довжина газогонів в Індонезії, станом на 2013 рік, становила 12,9 тис. км; трубопроводів зрідженого газу — 119 км; нафтогонів — 7 767 км; інших трубопроводів — 130 км; продуктогонів — 728 км; водогонів — 44 км.

## Державне управління
Держава здійснює управління транспортною інфраструктурою країни через міністерство транспорту. Станом на 4 серпня 2016 року міністерство в уряді Пратікно очолював Буді Кар'я Сумаді.

### Українською
- Атлас. 10-11 клас. Економічна і соціальна географія світу / упорядники :  О. Я. Скуратович, Н. І. Чанцева. — К. : ДНВП «Картографія», 2010. — ISBN 978-966-475-639-3.
- Атлас світу / голов. ред. І. С. Руденко ; зав. ред. В. В. Радченко ; відп. ред. О. В. Вакуленко. — К. : ДНВП «Картографія», 2005. — 336 с. — ISBN 9666315467.
- Безуглий В. В. Економічна і соціальна географія зарубіжних країн : Навчальний посібник. — К. : ВЦ «Академія», 2007. — 704 с. — ISBN 978-966-580-239-6.
- Безуглий В. В., Козинець С. В. Регіональна економічна і соціальна географія світу : Навчальний посібник. — видання 2-ге, доп., перероб. — К. : ВЦ «Академія», 2007. — 688 с. — ISBN 966-580-144-9.
- Головченко В., Кравчук О. Країнознавство: Азія, Африка, Латинська Америка, Австралія і Океанія. — К., 2006. — 335 с. — ISBN 966-8939-04-2.
- Дахно І. І. Країни світу: Енциклопедичний довідник / І. І. Дахно, С. М. Тимофієв. — К. : Мапа, 2011. — 606 с. — (Бібліотека нового українця) — ISBN 978-966-8804-23-6.
- Дахно І. І. Економічна географія зарубіжних країн : навчальний посібник. — К. : Центр учбової літератури, 2014. — 319 с. — ISBN 978-611-01-0682-5.
- Дорошенко В. І. Географія транспорту : Навчальний посібник / В. І. Дорошенко, К. Д. Діденко. — К. : Київський нац. ун-т ім. Т. Шевченка, 2010. — 183 с. — ISBN 978-966-439-329-1.
- Дубович І. А. Країнознавчий словник-довідник. — 5-те вид., перероб. і доп. — К. : Знання, 2008. — 839 с. — ISBN 978-966-346-330-8.
- Економічна і соціальна географія країн світу : Навчальний посібник / За ред. С. П. Кузика. — Л. : Світ, 2002. — 672 с. — ISBN 966-603-178-7.
- Зарубіжна транспортна географія : навчальний посібник / уклад. : Петрашевський О. Л. и др. — К. : Національний транспортний університет, 2015. — 95 с. — ISBN 978-966-632-227-5.
- Ігнатьєв П. М. Країнознавство: Країни Азії. — Ч. : Книги-ХХІ, 2004. — 383 с. — ISBN 966-8029-53-4.
- Книш М. М., Мамчур О. І. Регіональна економічна і соціальна географія світу (Латинська Америка та Карибські країни, Африка, Азія, Океанія) : навч. посіб. — Л. : ЛНУ ім. Івана Франка, 2013. — 368 с. — ISBN 978-617-10-0007-0.
- Юрківський В. М. Регіональна економічна і соціальна географія. Зарубіжні країни : Підручник. — К. : Либідь, 2001. — 416 с. — ISBN 966-06-0092-5.

### Англійською
- (англ.) Modern Transport Geography / Hoyle, B. and R. Knowles (eds). — Second Edition,. — London : Wiley, 1998.
- (англ.) Rodrigue, J-P. The Geography of Transport Systems. — Fourth Edition. — N. Y. : Routledge, 2017. — 440 с. — ISBN 978-1138669574.
- (англ.) Taaffe E. J., Gauthier H. L. and O'Kelly M. E. Geography of transportation. — Second Edition. — N. Y. : Prentice Hall, 1996. — ISBN 0-13-368572-1.
- (англ.) Black, W. Transportation: A Geographical Analysis. — N. Y. : Guilford, 2003.

### Російською
- (рос.) Максаковский В. П. Географическая картина мира. Книга I: Общая характеристика мира. — М. : Дрофа, 2008. — 495 с. — ISBN 978-5-358-05275-8.
- (рос.) Максаковский В. П. Географическая картина мира. Книга II: Региональная характеристика мира. — М. : Дрофа, 2009. — 480 с. — ISBN 978-5-358-06280-1.
- (рос.) Физико-географический атлас мира. — М. : Академия наук СССР и главное управление геодезии и картографии ГГК СССР, 1964. — 298 с.
- (рос.) Шаповал Н. С. Транспортная география и транспортные системы мира : учебное пособие. — К. : Центр учбової літератури, 2006. — 188 с. — ISBN 000-0000-00-4.
- (рос.) Экономическая, социальная и политическая география мира. Регионы и страны / под ред. С. Б. Лаврова, Н. В. Каледина. — М. : Гардарики, 2002. — 928 с. — ISBN 5-8297-0039-5.
- (рос.) Энциклопедия стран мира / глав. ред. Н. А. Симония. — М. : НПО «Экономика» РАН, отделение общественных наук, 2004. — 1319 с. — ISBN 5-282-02318-0.